# Кристиан III (король Дании)
Кристиан III (Христиан III, дат. Christian 3., 12 августа 1503, Готторп — 1 января 1559, Кольдинг) — король Дании с 29 июля 1536 года (провозглашён королём в изгнании 19 августа 1535) и Норвегии с 1 апреля 1537 года. Старший сын датского короля Фредерика I и его первой супруги Анны Бранденбургской. Провёл лютеранскую реформу (1536) и, установив прочные связи церкви и короны, заложил основы абсолютизма датской монархии XVII века.

## Годы юности
Его первый преподаватель даровитый учёный Вольфганг фон Утенгоф (Wolfgang von Utenhof), прибывший из Виттенберга, и энергичный Иоганн Ранцау (Johann Rantzau), впоследствии ставшие ближайшими его советниками, были приверженцами Реформации. В 1521 году Кристиан путешествовал по Германии и посетил Вормсский рейхстаг (нем. Reichstag zu Worms), где выступил Мартин Лютер. Выступление Лютера произвело на Кристиана глубокое впечатление. Когда Кристиан вернулся на родину, престол вместо свергнутого Кристиана II занял его отец. Кристиан не делал тайны из своих религиозных взглядов, и его лютеранские воззрения привели к столкновениям как с католическим Риксратом (Государственный совет), так и с его отцом. При каждом удобном случае он выступал решительным поборником лютеранства да к тому же не переставал упрекать датских вельмож в измене их бывшему королю (Кристиану II) и вообще проявлял мало желания занять датский трон, чем вызывал сильное неудовольствие отца и его приближённых. В своём герцогстве Шлезвиг-Гольштейн Кристиан распространял идеи Реформации, несмотря на противодействие местных епископов. Став в 1526 году наместником короля в герцогстве и в 1529 году также вице-королём Норвегии, он показал значительные способности к управлению государством, хотя его рьяная реформаторская деятельность раздражала католическую церковь.

## Борьба за престол
После смерти Фредерика I католический Государственный совет отклонил кандидатуру Кристиана на престол, предпочтя ему единокровного брата Ганса, воспитанного в католической вере. Тем временем бургомистры Копенгагена и Мальмё в союзе с немецким Любеком решили привести к власти бывшего короля Кристиана II, спровоцировав т. н. «Графскую распрю» (1534-36).
Получив поддержку от ютландской знати и епископов Кристиан в 1534 году провёл успешную военную кампанию, после капитуляции Копенгагена в 1536 году восстановил полный контроль над страной.

## Внутренняя политика
Триумф такого ярого реформатора вызвал скорое падение католицизма в Дании, в государственном совете католики были всё ещё сильны, так что Кристиан прибег к государственному перевороту, который и осуществил при помощи немецких наёмников 12 августа 1536 года. Его первым шагом был созыв сейма в Копенгагене (октябрь 1536 года). Король обратился к собранию с речью, в которой говорил о бедах, принесенных стране епископами своей оппозиции законам, ненавистью к реформаторскому учению, бесконечными заговорами против мира и порядка в государстве; и он представил сейму на рассмотрение главы декрета. Декрет предлагал отмену епископата, возврат собственности епископов государству, передачу правления королевством исключительно в руки мирян, управление церковью с помощью синода, реформацию религии, отмену обрядов римской церкви. В нем говорилось, что хотя никого не принуждали отречься от католической веры, все должны наставляться Словом Божьим; что церковные доходы и собственность, или то, что не было потрачено на только что закончившуюся войну, должно быть передано на содержание «руководителей» и образованных людей, и на создания академий и университетов для наставления молодежи. Предложение короля было принято.

В результате реформ католический епископат был отменен по решению государства. Прелаты больше не могли осуществлять светское правосудие; также они не могли требовать помощи от государства для духовной власти с целью подавления тех, кто не был им подвластен. Монастыри за некоторым исключением и церковные доходы были изъяты в пользу государства, и отданы на учреждение школ, помощь бедным и содержание протестантских пасторов, для которых теперь были открыты соборы и церкви. Эти реформы получили полную поддержку Лютера, который в письме от 2 декабря 1536 года писал:
Я получил письмо вашего Величества и очень рад, что вы искоренили епископов (которые всегда преследуют Слово Божье и интригуют в мирских делах).
В 1537 году датская церковь была реорганизована под руководством советника Кристиана Йоганна Бугенхагена (Johann Bugenhagen). Первоначально был разработан совместный проект короля и богословов, напоминавший духовное предписание. Копию на немецком языке послали Лютеру для исправления. Она была одобрена реформатором и другими богословами Виттенберга, и когда она вернулась, король попросил Бугенхагена помочь довести дело до конца, используя свой опыт и мудрость. Учение, устав и богослужение датской протестантской церкви были учреждены в основном в соответствии с проектом короля и богословов, так как поправки Виттенберга были незначительными; и введенный устав был подписан не только королем, но и профессорами и всеми ведущими пасторами. Были назначены новые епископы, введенные в свое служение Бугенхагеном 7 августа в кафедральном соборе Копенгагена.
Другой советник Кристиана Йохан Фриис (дат. Johan Friis, 1494—1570) способствовал поддержанию хороших отношений между знатью и королём, помогая модернизировать местное и государственное управление.
Обстоятельства, при которых Кристиан получил власть, привели к тому, что политика Дании стала подвергаться опасному иностранному влиянию. Ведь с помощью немецкого дворянства Кристиан взошёл на трон, они руководили его армией и направляли его дипломатию. Немедленное примирение между королём и людьми, боровшимися против него с оружием, было недостижимо, и первые шесть лет правления были отмечены борьбой между датским Риксратом и немецкими советниками, стремившимися единолично руководить набожным королём.
Хотя датская сторона вначале одержала значительную победу, добившись права избрания на высшие должности в государственных органах только урождённых датчан, немецкие советники продолжали занимать высокие посты первые годы царствования. Окончательная политическая победа над немцами была достигнута в 1539 году, когда Кристиан из-за угрозы со стороны императора Карла V и сторонников заключённого в тюрьму Кристиана II понял необходимость устранения недовольства в стране, окончательно склонившись на сторону датских сторонников. Полное признание датчанами король получил в 1542 году, когда датские дворяне выделили двадцатую часть своего имущества для погашения обременительного долга Кристиана перед гольштинцами и немцами.

## Внешняя политика

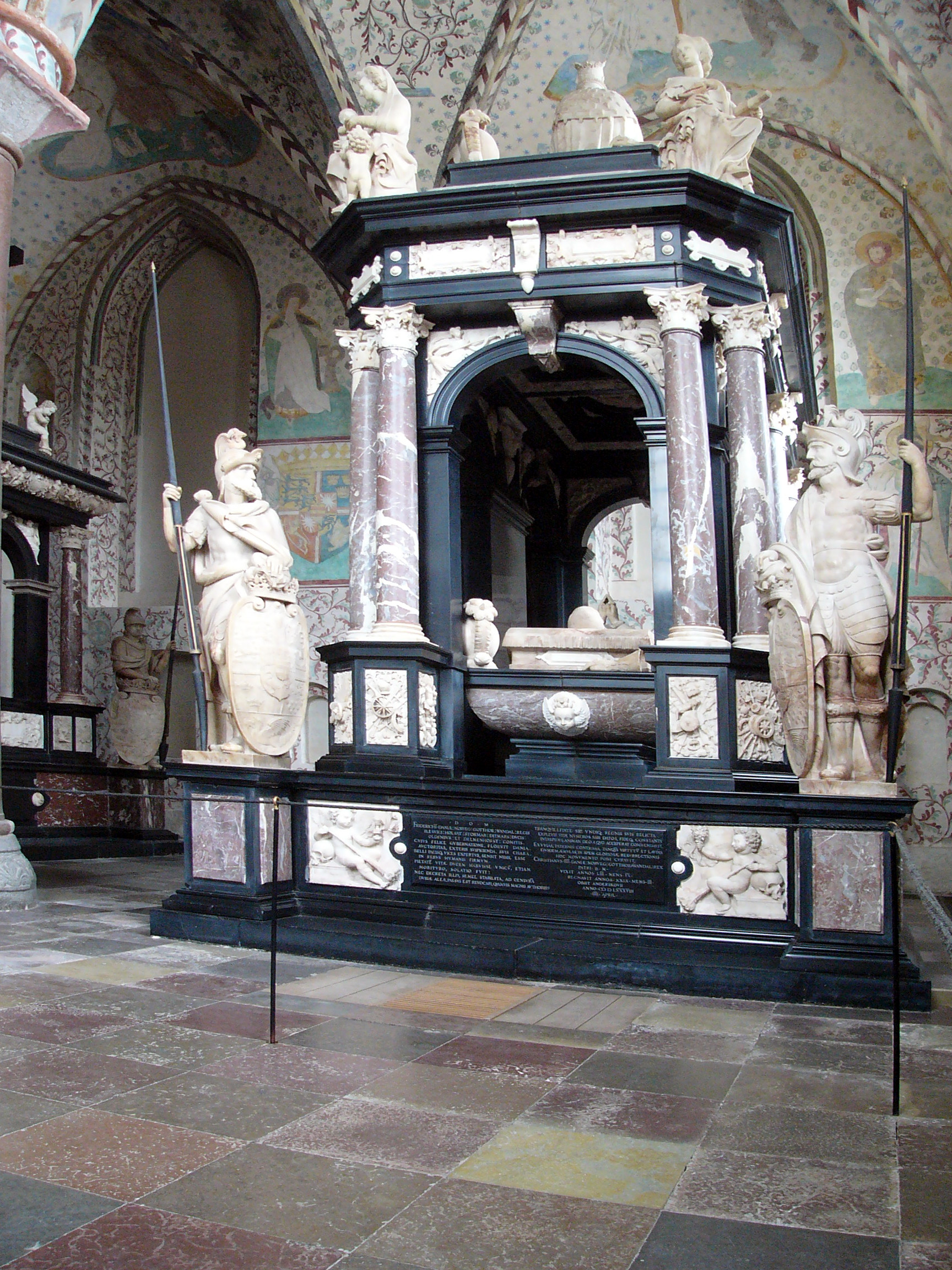
Надгробие Кристиана III в соборе города Роскилле

Внешняя политика Кристиана была сосредоточена на создание союза с немецкими протестантскими рыцарями в качестве противовеса Карлу V, который поддерживал наследственные притязания своих племянниц, дочерей Кристиана II, на скандинавские королевства. Кристиан в 1542 году объявил войну Карлу V, и хотя немецкие рыцари оказались ненадёжными союзниками, но закрытие пролива Зунд для голландских судов оказалось таким эффективным орудием в руках Кристиана, что экономическая блокада вынудила Карла V заключить 23 мая 1544 года в г. Шпейер мир с Данией.
В дальнейшем политика определялась исходя из заключённого мирного договора. Кристиан всячески избегал осложнения отношений с иностранными державами, отказался участвовать в Шмалькальденской войне, заслужив тем самым доверие императора и став посредником между ним и Саксонией после гибели курфюрста Морица Саксонского в сражении при Зиверсхаузене, содействовал заключению мира.
Кристиан умер в первый день 1559 года, похоронен в соборе города Роскилле.
23-летнее царствование Кристиана доставило ему славу образцового реформатора. При датском дворе установился серьёзный, нравственный дух. Всю жизнь Кристиан поддерживал тесные сношения с Мартином Лютером и Филиппом Меланхтоном; первый даже пользовался от него постоянными субсидиями, перешедшими после его смерти к его семье.

## Семья и дети
29 октября 1525 года Кристиан женился в замке Лауэнбург на Доротее Саксен-Лауэнбургской. У них было пятеро детей:
1. Анна Датская (1532—1585) — супруга саксонского курфюрста Августа;
2. Фредерик II (1534—1588) — король Дании;
3. Магнус (1540—1583) — король Ливонии;
4. Ганс II (1545—1622) — герцог Шлезвиг-Гольштейн-Зондербург-Плёна;
5. Доротея Датская (1546—1617) — супруга князя Вильгельма Брауншвейг-Люнебургского.